# Mustafa IV
Mustafa IV (8 tháng 9 năm 1779 – 15 tháng 11 năm 1808) là vị hoàng đế thứ 29 của Đế chế Ottoman (1807 - 1808).

## Tiểu sử
Sultan Mustafa IV sinh ngày 8 tháng 9 năm 1779, tại Istanbul. Là con của sultan Abdul Hamid I và Nuketseza Sultana. Ông được mẫu hậu đặt cho một nền giáo dục tốt, nhưng Mustafa là một người rất tham lam, xảo quyệt và nóng nảy. Ông kế vị người anh họ là sultan Selim III bị lật đổ trong cuộc nổi dậy của Kabakci Mustafa. Ông lên ngôi ngày 29 tháng 5 năm 1807 ở tuổi 28. Khi làm thái tử, Mustafa là thành viên trong hoàng tộc được sultan Selim yêu quý nhất, nhưng ông tham gia vào cuộc nổi dậy chống người anh họ này rồi lên ngôi. Trong thời gian ông ở ngôi hoàng đế, nền kinh tế đế quốc suy giảm, và ông ra lệnh cho xử tử các trung thần của sultan Selim III và toán binh Nizam-i Cedid. Kabakci Mustafa và đội quân tham gia vào việc cai trị.
Năm 1808, tể tướng Bayktar Mustafa Pasha nổi dậy lật đổ Mustafa. Đến tháng 11 năm đấy ông bị người em trai xử tử.